# Parkity
Parkity – osada w Polsce położona w województwie warmińsko-mazurskim, w powiecie lidzbarskim, w gminie Kiwity.
W latach 1975–1998 miejscowość administracyjnie należała do województwa olsztyńskiego.